# Orden des Heiligen Georg

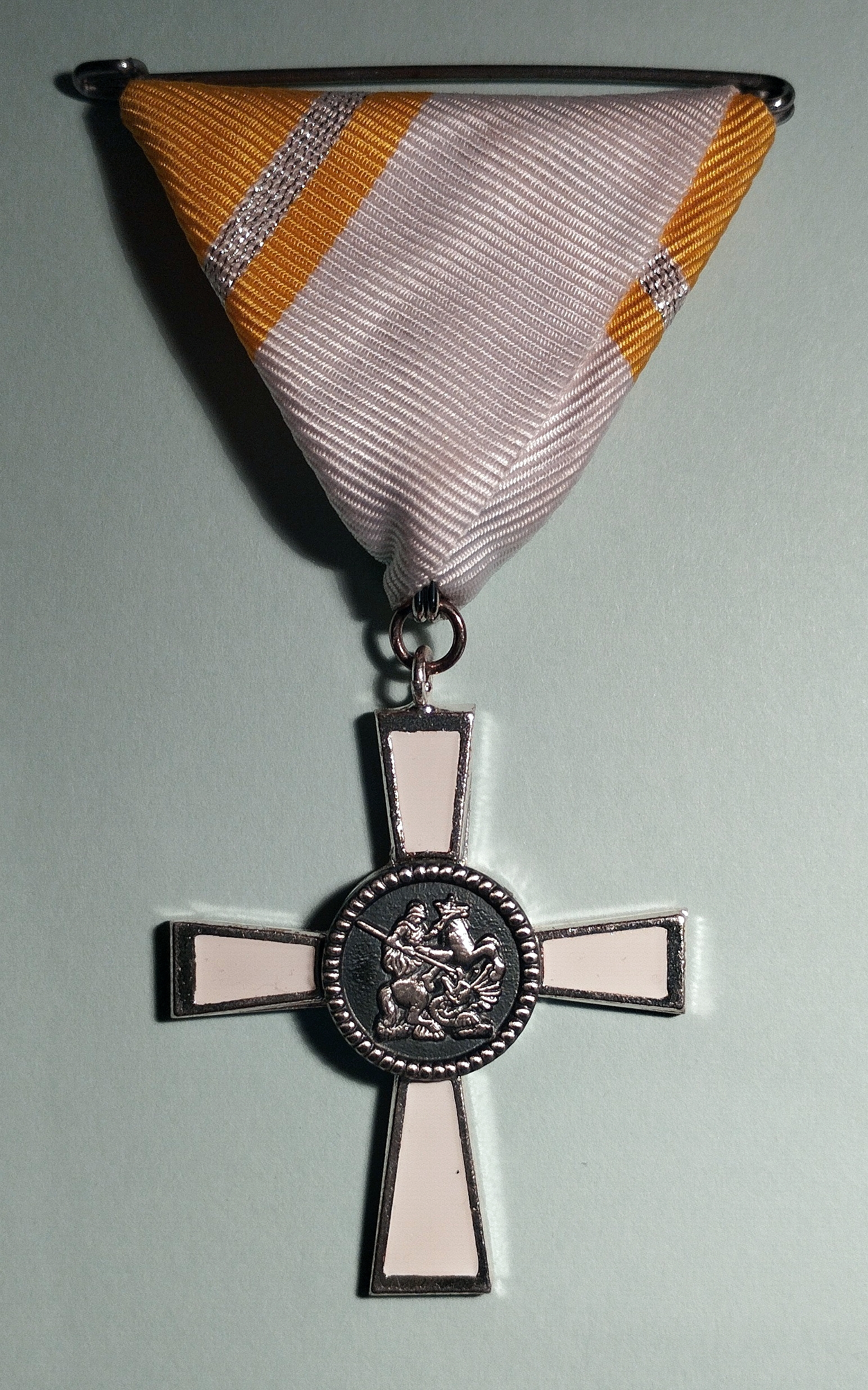
Silbernes Verdienstkreuz des Ordens des Heiligen Georg des Militärbischofs des österreichischen Bundesheeres

Der Orden des Heiligen Georg des Militärbischofs des österreichischen Bundesheeres (vollständige Bezeichnung) ist eine österreichische Auszeichnung, die seit 1977 vom jeweiligen Militärbischof des Bundesheeres für außerordentliche Verdienste um die Seelsorge und das Laienapostolat im österreichischen Bundesheer verliehen wird.

## Vorgeschichte
Bis 1986 war der jeweilige Papst für die Militärseelsorge zuständig, sodass es zunächst keine eigenen Militärordinariate und keine Militärbischöfe gab. Die Aufgaben des Militärbischofs nahm ein vom Papst bestellter Militärordinarius im Rang eines Militärvikars wahr.
Nach der Umwandlung der B-Gendarmerie in das neue Verteidigungssystem in Österreich wurde die Frage der Militärseelsorge wieder aktuell. Von 1956 bis 1969 übte Franz Kardinal König und von 1969 bis 1985 Diözesanbischof Franz Žak die Funktion des Militärvikars aus. Erst als am 21. April 1986 durch die Apostolische Konstitution Spirituali militum curae die Ordnung der katholischen Militärseelsorge neu geregelt wurde, erfolgte mit Alfred Kostelecky die Ernennung des ersten Militärbischofs in der 2. Republik. Bischofskirche ist die St.-Georgs-Kathedrale in Wiener Neustadt.

## Stiftung
Der Militärvikar des österreichischen Bundesheeres, Franz Žak, stiftete mit Dekret vom 1. September 1977 (Zl.1070/1977) den Orden vom heiligen Georg als Auszeichnung für besondere Verdienste um die Militärseelsorge in acht Stufen. Der erste Militärbischof, Alfred Kostelecky, erneuerte und überarbeitete mit Dekret vom 1. August 1989 (Zl.938-2680/89) die Verleihungsbestimmungen und erhöhte die Ordensstufen auf neun. Militärbischof Freistetter erließ mit Wirksamkeit vom 1. September 2017 neue Verleihungsbestimmungen für den Orden des heiligen Georg. Gemäß diesen Bestimmungen wird der Orden in 6 Stufen (das Verdienstkreuz, das Ehrenkreuz und die Verdienstmedaille in jeweils zwei Stufen) verliehen.

## Verleihung
Die Auszeichnung kann grundsätzlich allen Personen (In- und Ausländer) verliehen werden, die besondere Verdienste um die Seelsorge und das Laienapostolat innerhalb des österreichischen Bundesheeres erworben oder außerordentliche Leistungen im Sinne christlichen Soldatentums vollbracht haben. Dabei ist es nicht von Belang, ob die ordenswürdige Person zur Zeit der erbrachten Verdienste oder Leistungen dem Stande des österreichischen Bundesheeres angehörte oder nicht. Insbesondere sind auch Soldaten des Präsenz-, Miliz- und Reservestandes eingeschlossen, die im Rahmen friedenserhaltender Aktionen der Vereinten Nationen ordenswürdige Leistungen außerhalb Österreichs erbracht haben. In besonderen Fällen kann die Auszeichnung auch postum verliehen und den nahen Angehörigen zum ehrenden Andenken überreicht werden.

## Ordensklassen
Das Kleinod besteht bei den Ehren- und Verdienstkreuzen aus einem 53 mm hohen und 47 mm breiten Lateinischen Kreuz mit aufgesetztem Relief des Heiligen Georg.

### Großes Goldenes Ehrenkreuz
Halsdekoration an einem 40 mm breiten Band in den päpstlichen Farben gelb-weiß. Das Kreuz des Kleinods mit 53 mm Diagonaldurchmesser ist vergoldet und weiß eingelegt, das aufgesetzte Relief ist echt versilbert, patiniert und hat einen Durchmesser von 20 mm.

### Goldenes Ehrenkreuz
Brustdekoration bestehend aus einem vergoldeten Kleinod in gleicher Ausführung wie beim Großen Goldenen Ehrenkreuz.

### Goldenes und Silbernes Verdienstkreuz
Brustdekoration am 40 mm breiten Dreiecksband mit einem – je nach Ordensstufe – vergoldetem beziehungsweise versilbertem Kleinod in gleicher Ausführung wie beim Großen Goldenen Ehrenkreuz, jedoch mit 45 mm Diagonaldurchmesser und einem Relief des Heiligen Georg mit 18 mm Durchmesser. Alle Stufen des Ordens werden am gelb-weißen Band getragen, welches im gelben Teil einen 3 mm breiten Metallstreifen, je nach Ordensstufe in Gold oder Silber hat.

### Goldene und Silberne Verdienstmedaille
Brustdekoration am 40 mm breiten Dreiecksband mit einer – je nach Ordensstufe – vergoldetem beziehungsweise versilbertem einseitig geprägten Medaille mit einem Durchmesser von 45 mm, die das vierschenkelige Kreuz und den Heiligen Georg in Reliefausführung zeigt. Das Band hat im weißen Teil einen 3 mm breiten eingewebten Metallstreifen, je nach Ordensstufe in Gold oder Silber.